# Portafoglio Lainz Records
La Portafoglio Lainz Records è una etichetta discografica italiana nata a Bologna nel 1998.
Fondatori dell'etichetta furono Yared Tekeste, membro dello storico trio hip hop Fuckin' Camelz 'n Effect, Alberto Cassano e suo fratello, lo scomparso MC Joe.

## Album pubblicati
- 1999 - Dio lodato di Joe Cassano
- 2000 - Nextraterrestrial dei Camelz Finezza Click
- 2005 - PL Musik Vol.1
- 2005 - Uno di DJ Gruff
- 2005 - B.R.O.N.X. di Don Dee